# ارمنستان علیا
ارمنستان علیا (به لاتین: Upper Armenia) یک منطقهٔ مسکونی در ارمنستان بزرگ است.